# Siervas del Sagrado Corazón de Jesús Agonizante
La Congregación de Siervas del Sagrado Corazón de Jesús Agonizante (oficialmente en italiano Congregazione delle Ancelle del Sacro Cuore di Gesù Agonizzante) es una congregación religiosa católica femenina de derecho pontificio, fundada por el canónigo italiano Marco Morelli y de la religiosa Margherita Ricci Curbastro en Lugo, el 17 de octubre de 1888. A las religiosas de este instituto se les conoce como Siervas del Sagrado Corazón de Jesús Agonizante y posponen a sus nombres las siglas A.S.C.G.A.

## Historia
El canónigo italiano Marco Morelli,con la ayuda Margherita Ricci Curbastro fundó en Lugo (Italia), el 17 de octubre de 1888, una congregación de mujeres, con el fin de atender a las niñas huérfanas o abandonadas, y a la promoción de la mujer en la sociedad, a través del trabajo. El 11 de agosto de 1890 se dio lugar a la primera vestición, entre ellas la cofundadora, la cual fue nombrada primera superiora del instituto, cuyo nombre original era Pequeña Obra de las Hijas de la Providencia. Durante el periodo fundacional se abrieron las casas de Florencia y Forlí.
A la muerte del fundador (1912), Costanza Ricci abrió la obra a la atención de los prófugos y huérfanos de guerra. Durante el gobierno de la segunda superiora general, el instituto conoció un periodo de expansión por otras ciudades de Italia y recibió la aprobación de la Santa Sede (30 de noviembre de 1931).

## Organización
La Congregación de Siervas del Sagrado Corazón de Jesús Agonizante es un instituto religioso centralizado, cuyo gobierno es ejercido por una superiora general a la que sus miembros llaman Madre. En el gobierno la Madre general es coadyuvada por su consejo que es elegido para un periodo de seis años. La sede central se encuentra en Roma.
Las religiosas se dedican a la formación cristiana de la juventud, en sus centros de enseñanzas, y a la atención de ancianos. Además poseen casas de acogida y de retiros espirituales y centros educativos de formación superior.
En 2015, la congregación contaba con unas 198 religiosas y 29 comunidades, presentes en Brasil, Colombia, Filipinas, Italia y Togo.